# Johann Wana
Johann Wana (* 6. Dezember 1908 in Wien; † 4. November 1950 in Žatec) war ein österreichischer Fußballspieler.

## Karriere
Wana spielte in der Saison 1926/27, seine erste im Seniorenbereich, für den SC Bewegung XX (ein Sportclub aus dem 20. Wiener Gemeindebezirk Brigittenau) in der II. Liga. Nach dem Ende der Folgesaison wechselte er zum ASV Hertha Wien, für den er von 1928 bis 1930 in der I. Liga spielte und fünf Tore in 26 Punktspielen erzielte. Nach dem Abstieg des Vereins in die II. Liga verließ er diesen und wechselte zum SK Rapid Wien, für den er eine Saison lang spielte. Sein erstes von 14 Saisonspielen bestritt er am 7. September 1930 (2. Spieltag) beim 2:0-Sieg im Auswärtsspiel gegen den Floridsdorfer AC. Mit dem Verein nahm er am Wettbewerb um den Mitropapokal teil. Er kam im Viertelfinal-Rückspiel gegen den CFC Genua, in den beiden Halbfinalspielen gegen Ferencváros Budapest und in beiden Finalspielen gegen Sparta Prag zum Einsatz, womit er Anteil am Gewinn des Pokals hatte.
Von 1931 bis 1934 spielte er für den im tschechoslowakischen Saaz ansässigen Deutschen Sportverein. Mit dem DSV Saaz war er drei Jahre lang in der höchsten Spielklasse vertreten und gewann zweimal die Meisterschaft in der I. Klasse, Nordwest Gau und einmal in der Oberklasse DFV. Nach Pilsen gelangt, gehörte er der Viktoria eine Saison lang in der Státni Liga, die seinerzeit höchste Spielklasse im tschechoslowakischen Fußball, an, blieb jedoch ohne Punktspieleinsatz. Daraufhin kehrte er zum DSV Saaz zurück und bestritt in der Saison 1935/36 25 von 26 Saisonspielen für den Aufsteiger in die Státni Liga, der am Saisonende jedoch absteigen musste.
Nach Frankreich gelangt, gehörte er Racing Straßburg an, für den Verein er 1936/37 in der Division 1 in neun Punktspielen eingesetzt wurde. Sein erstes Punktspiel bestritt er am 22. November 1936 (13. Spieltag) bei der 1:2-Niederlage im Auswärtsspiel gegen Stade Rennes, sein letztes am 28. März 1937 (24. Spieltag) bei der 0:1-Niederlage im Heimspiel gegen den Liganeuling RC Roubaix. Wana bestritt im Wettbewerb um den nationalen Vereinspokal vier Spiele, kam im Finale, das mit 1:2 gegen den FC Sochaux verloren wurde, jedoch nicht zum Einsatz. Sein einziges Tor erzielte er am 20. Dezember 1936 mit dem 1:0-Siegtreffer in der 85. Minute gegen den FC Nancy im Zweiunddreißigstelfinale. Anschließend war er von 1937 bis 1939 für den FC Nancy in der Division 2 aktiv. Im Pokalwettbewerb wurde er am 5. Februar 1939 beim 1:0-Sieg über Stade Rennes im Achtelfinale eingesetzt.

## Erfolge
- Mitropapokal-Sieger 1930 (mit dem SK Rapid Wien)
- Tschechisch-Deutscher Pokal-Sieger 1934 (mit DSV Saaz)
- Französischer Pokalfinalist 1937 (mit Racing Straßburg)